# Andreas Gregor
Andreas Gregor   (Dresden, 27 d'abril de 1955) és un remer alemany, ja retirat, que va competir sota bandera de la República Democràtica Alemanya durant les dècades de 1970 i 1980. N'era el timoner.
El 1980 va prendre part en els Jocs Olímpics d'Estiu de Moscou, on guanyà la medalla d'or en la prova del quatre amb timoner del programa de rem. Formà equip amb Dieter Wendisch, Ullrich Diessner, Walter Diessner i Gottfried Dohn.
En el seu palmarès també destaquen quatre medalles d'or al Campionat del Món de rem, el 1977, 1978, 1982 i 1983, sempre en el quatre amb timoner.